# Podocarpus salomoniensis
Podocarpus salomoniensis är en barrträdart som beskrevs av Jacob Wasscher. Podocarpus salomoniensis ingår i släktet Podocarpus och familjen Podocarpaceae. IUCN kategoriserar arten globalt som otillräckligt studerad. Inga underarter finns listade i Catalogue of Life.